# Tabulata
Tabulata (lat.: tabulatus: napravljen od ploča) je red izumrlih koralja što su živjeli od ordovicija do kraja perma. Kostur pojedinoga koralja uska je vapnenačka cijev, pregrađena poprječnim pločicama – tabulama (odatle ime). Mnogo takvih cjevčica ujedinjeno je u svežnjeve – kolonije. Ti koralji najčešće se nalaze u plitkovodnim sedimentima silura i devona. Najpoznatiji su rodovi Favosites i Halysites.

## Galerija
- Halysites sp. iz silura, iz Ohia. Pogled na površinu kolonije.
- Odrezani komad koralja Tabulata iz ordovicija
- Aulopora iz Silica Shale (srednji devon) sjeverozapadni Ohio. Na slici je vidljiv početak razvoja kolonije na supstratu ramenonožaca.
- Koralj Protaraea richmondensis na ramenonošcu Rafinesquina ponderosa iz gornjeg ordovicija; formacija Whitewater, Indiana, SAD.